# 金丸夢斗
金丸 夢斗（かねまる ゆめと、2003年2月1日 - ）は、兵庫県神戸市北区出身のプロ野球選手（投手）。左投左打。中日ドラゴンズ所属。

## 経歴

### プロ入り前
小学1年生の時に父の勧めにより野球を始める。市立広陵小学校時代は広陵少年野球、市立広陵中学校時代は同校の軟式野球部に所属した。幼少期の頃から身長はチームで最も小さく、神戸市立神港橘高等学校入学時は150 cm台で、体重も50 kg台の前半だったが、高校3年生時には身長が177 cm、体重は77 kgにまで成長。
父と同じように甲子園の舞台に立つことが幼いころからの目標であったが、2020年の高校3年時、新型コロナウイルスの流行により春の選抜大会と夏の選手権大会は中止を余儀なくされる。しかし自粛期間中の自主トレーニング期間を経て、夏の兵庫県大会の代替として開催された独自大会においてチームをベスト8へ導いた。
2021年に関西大学（関西学生野球連盟）に進学。大学2年生の春と3年生の秋・4年生の春と連盟の防御率で1位に輝き関西大学の絶対的エースへと躍進。大学2年生、3年生の秋には最優秀選手およびベストナインに、4年生の春にもベストナインに選出されている。
2024年3月、日本代表と欧州代表との強化試合が行われ、トップチームに選出される。当該試合において先発登板を果たし、2回パーフェクト・4奪三振と好投を見せる。投球練習の際には「プロ野球選手から色々なことを学びたい」と考え、埼玉西武ライオンズの隅田知一郎やオリックス・バファローズの宮城大弥から直接アドバイスをもらっている。
大学3年生の春に右膝を故障。その際に、力感のないフォームという投球スタイルを模索したが、2024年の春季リーグ、関西学院大学戦で腰の違和感を訴え緊急降板となり、腰骨挫傷の診断を受けた。この故障により6月に大会を控えていた大学日本代表にも選出されなかった。
2024年7月の紅白戦以降、打者に対して投球する機会がないまま、いわゆる“ぶっつけ本番″で臨んだ2024年秋季リーグの近畿大学戦において、9回3番手で登板、一死満塁のピンチを背負うも、セカンドフライと見逃し三振で試合を締めくくった。投球内容は1回2被安打1与死球2奪三振。なお、この日はスカウトによるスピードガンの計測で最高球速150 km/hを記録している。
9月15日、秋季リーグの立命館大学戦において復帰後2戦連続の1回無失点の投球を見せ、翌16日の立命館大学戦では8回から延長の10回までの回またぎによるピッチングを披露。また、この試合で2023年秋からの自責点0連続イニング数を62に更新した。そして10月22日に行われた最後の公式戦の関西学院大学戦では、2点差をつけられた8回に登板し三者凡退に抑え、2023年の秋から続く連続イニングの自責点ゼロを「72」に伸ばし、大学での登板を終えた。
2024年10月24日に開催されたドラフト会議で中日ドラゴンズ、横浜DeNAベイスターズ、阪神タイガース、読売ジャイアンツ（巨人）のセントラル・リーグ4球団から1位指名され、抽選で中日が交渉権を獲得した。12月4日、契約金1億円、年俸1600万円プラス出来高5000万円で仮契約を結んだ（金額は推定）。背番号は憧れの今永昇太がNPB在籍時に着用していた番号であり、自身の誕生日にもちなんだ21となった。担当スカウトは山本将道。

### 中日時代
2025年の春季キャンプは腰痛への配慮でスロー調整となり、二軍の読谷組に配置された。一軍では5月5日に初登板を果たし、それから前半戦最終戦となる7月21日の対横浜DeNA戦（バンテリンドーム ナゴヤ）までに8試合で先発登板し、全試合で6イニング以上を投げた。うち7試合でクオリティ・スタートを記録、防御率も2.41を記録したが、未勝利のまま4敗を喫していた。10度目の先発登板となった同年8月7日の対阪神戦（バンテリンドーム ナゴヤ）で相手打線を8回3失点に抑え、ようやくプロ初勝利を挙げた。

## 選手としての特徴
ストレートの最高球速は154 km/hを記録しており、変化球はスプリット、スライダー、チェンジアップ、カーブを投じる。いずれの球種も高い精度で操り、制球力も高い。

## 人物
目標としている選手は今永昇太であり、「（今永選手のように）来るとわかっていても打てないような球を投げられる選手になりたい」と語っている。
金丸の両親は息子のプロ初勝利を見届けるため、2025年6月2日までに息子が先発登板する試合は遠方で開催される試合も含め、毎試合有給休暇を利用して自宅のある神戸市から観戦に訪れていると報じられているが、金丸は同年7月21日まで8度の先発機会を与えられながらプロ初勝利を挙げられず、初勝利は同年8月7日まで持ち越しとなった。

## 詳細情報

### 記録

#### 初記録
投手記録
- 初登板・初先発登板：2025年5月5日、対横浜DeNAベイスターズ6回戦（バンテリンドーム ナゴヤ）、6回2失点で敗戦投手[24]
- 初奪三振：同上、1回表に牧秀悟から空振り三振[25]
- 初勝利・初先発勝利：2025年8月7日、対阪神タイガース15回戦（バンテリンドーム ナゴヤ）、8回3失点[26]

打撃記録
- 初打席：2025年5月5日、対横浜DeNAベイスターズ6回戦（バンテリンドーム ナゴヤ）、3回裏にアンソニー・ケイから空振り三振

### 背番号
- 21（2025年[14] - ）